# لويس إم. غولدزبوروغ
لويس إم. غولدزبوروغ (بالإنجليزية: Louis M. Goldsborough)‏ هو ضابط أمريكي، ولد في 18 فبراير 1805 في واشنطن العاصمة في الولايات المتحدة، وتوفي بنفس المكان في 20 فبراير 1877.